# Mongoloid (canção)
"Mongoloid" é o primeiro single lançado pela banda de new wave americana Devo em 1977, pelo selo Booji Boy Records. Foi acompanhado pela música "Jocko Homo".  "Mongoloid" também teve um dos primeiros videoclipes feitos com colagem. "Mongoloid" mais tarde seria regravado por Devo e apareceu no álbum Q: Are We Not Men? A: We Are Devo! em 1978.

## Descrição
"Mongoloid", como muitas das primeiras canções de Devo, foi construída em uma batida Motorik. A música abre com uma linha de baixo elétrico 4/4, que é então acompanhada por bateria, e guitarra elétrica. Sobre isso, uma linha de sintetizador com overdub e frequência de pitch bend é tocada no Minimoog. O sintetizador não é usado como instrumento principal durante a música, sendo usado apenas na abertura e no fechamento. Os vocais duplos são cantados simultaneamente por Gerald V. Casale e Robert "Bob 1" Mothersbaugh. No single original, os vocais são deliberadamente cantados de forma nasal. A letra descreve um homem que tem síndrome de Down, mas leva uma vida normal em uma sociedade evoluída, daí a letra:

Ele era mongolóide, mongolóide

Seus amigos não sabiam

Mongolóide, ele era mongolóide

Ninguém se importava

Tradução Livre

## Videoclipe
"Mongoloid" foi o segundo videoclipe de Devo, depois de The Truth About De-Evolution. Na verdade, não foi feito pela banda, mas pelo artista de montagem e cineasta experimental Bruce Conner. Conner combinou anúncios de televisão da década de 1950, clipes de filmes de ficção científica (incluindo uma cena de It Came from Outer Space) e documentários científicos com animação abstrata e trabalhos originais em filmes. Devo comercializou o filme como "Um documentário que explora a maneira pela qual um jovem determinado superou um defeito mental básico e se tornou um membro útil da sociedade. Técnicas de edição perspicazes revelam os sonhos, ideais e problemas que enfrentam um grande segmento da população masculina americana. Muito educativo. Música de fundo escrita e executada pela orquestra DEVO."
"Mongoloid" aparece como um bônus no DVD The Complete Truth About De-Evolution.

## Discografia
"Mongoloid" foi originalmente gravada como um single lançado pelo selo Booji Boy Records em 1977. O single original era um gatefold triplo, preso com adesivos. O interior do gatefold exibia as letras das duas músicas em tinta azul ou preta, dependendo da impressão. A contracapa do single trazia uma imagem de Booji Boy com o texto "Somos todos Devo! Booji Boy XO."
Conforme Devo ganhava fama, a Stiff Records no Reino Unido concordou em lançar o single em sua gravadora. Houve várias prensagens do single "Mongoloid" com pacotes variados, variando de um gatefold triplo completo, a uma capa de imagem simples, a uma capa de papel genérica "Stiff Records". Os lançamentos da Stiff Records são marcados pelo logotipo Stiff no canto inferior esquerdo da capa frontal.
Ambas as canções apresentadas no single foram regravadas para o álbum de estreia da banda, Q: Are We Not Men? A: We Are Devo! As versões individuais originais podem ser encontradas na antologia Pioneers Who Got Scalped.

### Outras versões
Para o álbum de estreia de Devo, Q: Are We Not Men? A: We Are Devo!, "Mongoloid" foi regravado. Esta versão contém um sintetizador muito mais envolvido tocando ao longo da música, e não durante a abertura e o fechamento. Uma versão "EZ Listening" de "Mongoloid" foi feita para tocar antes dos shows e aparece no E-Z Listening Disc de 1987. Em 2002, Devo executou uma versão techno de "Mongoloid" em um show especial para os escritores e produtores do desenho animado Rugrats (para o qual Mark Mothersbaugh compôs a música tema). Em 2007, Gerald Casale tocou uma versão acústica de "Mongoloid" acompanhado ao piano pelo co-fundador da Re/Search, V. Vale, em uma festa de relançamento de Industrial Culture Handbook. O vídeo está disponível no site Re/Search Publications. 